# Ocotea heydeana
Ocotea heydeana är en lagerväxtart som först beskrevs av Mez & J. D. Smith, och fick sitt nu gällande namn av Luciano Bernardi. Ocotea heydeana ingår i släktet Ocotea och familjen lagerväxter. Inga underarter finns listade i Catalogue of Life.